# Мэги, Боб
Ро́берт Х. «Боб» Мэ́ги младший (англ. Robert H. "Bob" Magie Jr.; 9 мая 1914 или 25 декабря 1914, Дулут, Миннесота — 27 марта 2000 или 22 сентября 2000, Дулут, Миннесота) — американский кёрлингист.
В составе мужской сборной США участник и бронзовый призёр чемпионата мира 1964. Чемпион США среди мужчин.
Играл на позиции четвёртого, был скипом команды.

## Достижения
- Чемпионат мира по кёрлингу среди мужчин: бронза (1964).
- Чемпионат США по кёрлингу среди мужчин: золото (1964).

## Команды
| Сезон   | Четвёртый    | Третий       | Второй         | Первый         | Турниры               |
| ------- | ------------ | ------------ | -------------- | -------------- | --------------------- |
| 1944—45 | Берт Пэйн    | Боб Мэги мл. | Bob Magie Sr   | Martin MacLean | [ 8 ]                 |
| 1946—47 | Боб Мэги мл. | Берт Пэйн    | Bob Magie Sr   | W.A. Sanford   | [ 8 ]                 |
| 1954—55 | Боб Мэги     | Берт Пэйн    | Расс Барбер    | Tyndal Palmer  | [ 8 ]                 |
| 1963—64 | Боб Мэги     | Берт Пэйн    | Расселл Барбер | Бриттон Пэйн   | ЧСША 1964 · ЧМ 1964   |
| 1966—67 | Боб Мэги     | Бритт Пэйн   | Mike O’Leary   | Расс Барбер    | ЧСША 1967 (??? место) |

(скипы выделены полужирным шрифтом)

## Частная жизнь
Из семьи кёрлингистов: его отец, Боб Мэги старший (англ. Bob Magie Sr), тоже играл в кёрлинг, выступал на чемпионатах штата Миннесота, несколько сезонов в одной команде с сыном.
Вне кёрлинга Боб Мэги мл. был страховым агентом. Кроме кёрлинга занимался также гольфом.